# 2018-as labdarúgó-világbajnokság-selejtező (UEFA – C csoport)
A 2018-as labdarúgó-világbajnokság európai selejtező, C csoportjának eredményeit tartalmazó lapja. A csoport sorsolását 2015. július 25-én tartották Szentpéterváron. A csoportban a csapatok körmérkőzéses, oda-visszavágós rendszerben játszanak egymással. A csoportelső automatikus résztvevője a világbajnokságnak, a csoport második helyezettje a pótselejtezőn vett részt.
A csoportban Németország, Csehország, Észak-Írország, Norvégia, Azerbajdzsán és San Marino szerepel. Németország kijutott a világbajnokságra, Észak-Írország pótselejtezőt játszott.

## Tabella
| Hely. | Csapat         | M  | Gy | D | V  | G+ | G– | Gk  | P  | Továbbjutás                         |     | Németország | Észak-Írország | Csehország | Norvégia | Azerbajdzsán | San Marino |
| ----- | -------------- | -- | -- | - | -- | -- | -- | --- | -- | ----------------------------------- | --- | ----------- | -------------- | ---------- | -------- | ------------ | ---------- |
| 1.    | Németország    | 10 | 10 | 0 | 0  | 43 | 4  | +39 | 30 | Kijutott a 2018-as világbajnokságra |     | —           | 2–0            | 3–0        | 6–0      | 5–1          | 7–0        |
| 2.    | Észak-Írország | 10 | 6  | 1 | 3  | 17 | 6  | +11 | 19 | Pótselejtező                        |     | 1–3         | —              | 2–0        | 2–0      | 4–0          | 4–0        |
| 3.    | Csehország     | 10 | 4  | 3 | 3  | 17 | 10 | +7  | 15 |                                     |     | 1–2         | 0–0            | —          | 2–1      | 0–0          | 5–0        |
| 4.    | Norvégia       | 10 | 4  | 1 | 5  | 17 | 16 | +1  | 13 |                                     | 0–3 | 1–0         | 1–1            | —          | 2–0      | 4–1          |            |
| 5.    | Azerbajdzsán   | 10 | 3  | 1 | 6  | 10 | 19 | −9  | 10 |                                     | 1–4 | 0–1         | 1–2            | 1–0        | —        | 5–1          |            |
| 6.    | San Marino     | 10 | 0  | 0 | 10 | 2  | 51 | −49 | 0  |                                     | 0–8 | 0–3         | 0–6            | 0–8        | 0–1      | —            |            |

## Mérkőzések
Az időpontok közép-európai idő szerint értendők.
| 2016. szeptember 4. 18:00 (18:00 UTC+2) |

| San Marino | 0–1               | Azerbajdzsán |
| ---------- | ----------------- | ------------ |
|            | (0–1) Jegyzőkönyv | Qurbanov 45' |

| Olimpiai Stadion, Serravalle Nézőszám: 886 Játékvezető: Sébastien Delferière (belga) |

| 2016. szeptember 4. 20:45 (20:45 UTC+2) |

| Csehország | 0–0         | Észak-Írország |
| ---------- | ----------- | -------------- |
|            | Jegyzőkönyv |                |

| Generali Arena, Prága Nézőszám: 10 731 Játékvezető: Anasztásziosz Szidirópulosz (görög) |

| 2016. szeptember 4. 20:45 (20:45 UTC+2) |

| Norvégia | 0–3               | Németország                |
| -------- | ----------------- | -------------------------- |
|          | (0–2) Jegyzőkönyv | Müller 16' 60' Kimmich 45' |

| Ullevaal Stadion, Oslo Nézőszám: 26 793 Játékvezető: William Collum (skót) |

| 2016. október 8. 18:00 (20:00 UTC+4) |

| Azerbajdzsán  | 1–0               | Norvégia |
| ------------- | ----------------- | -------- |
| Medvegyev 11' | (1–0) Jegyzőkönyv |          |

| National Stadium, Baku Nézőszám: 35 000 Játékvezető: Liran Liany (izraeli) |

| 2016. október 8. 20:45 (20:45 UTC+2) |

| Németország              | 3–0               | Csehország |
| ------------------------ | ----------------- | ---------- |
| Müller 13' 65' Kroos 49' | (1–0) Jegyzőkönyv |            |

| Volksparkstadion, Hamburg Nézőszám: 51 299 Játékvezető: Ovidiu Hațegan (román) |

| 2016. október 8. 20:45 (19:45 UTC+1) |

| Észak-Írország                                   | 4–0               | San Marino |
| ------------------------------------------------ | ----------------- | ---------- |
| Davis 26' (11-esből) Lafferty 79' 90+4' Ward 85' | (1–0) Jegyzőkönyv |            |

| Windsor Park, Belfast Nézőszám: 18 234 Játékvezető: Kovács István (román) |

| 2016. október 11. 20:45 (20:45 UTC+2) |

| Csehország | 0–0         | Azerbajdzsán |
| ---------- | ----------- | ------------ |
|            | Jegyzőkönyv |              |

| Municipal Stadium, Ostrava Nézőszám: 12 148 Játékvezető: Matej Jug (szlovén) |

| 2016. október 11. 20:45 (20:45 UTC+2) |

| Németország             | 2–0               | Észak-Írország |
| ----------------------- | ----------------- | -------------- |
| Draxler 13' Khedira 17' | (2–0) Jegyzőkönyv |                |

| Niedersachsenstadion, Hannover Nézőszám: 42 132 Játékvezető: Paolo Tagliavento (olasz) |

| 2016. október 11. 20:45 (20:45 UTC+2) |

| Norvégia                                                  | 4–1               | San Marino     |
| --------------------------------------------------------- | ----------------- | -------------- |
| Simoncini 12' (öngól) Diomande 77' Samuelsen 82' King 83' | (1–0) Jegyzőkönyv | Stefanelli 54' |

| Ullevaal Stadion, Oslo Nézőszám: 8214 Játékvezető: Benoît Bastien (francia) |

| 2016. november 11. 20:45 (20:45 UTC+1) |

| Csehország              | 2–1               | Norvégia |
| ----------------------- | ----------------- | -------- |
| Krmenčik 11' Zmrhal 47' | (1–0) Jegyzőkönyv | King 87' |

| Eden Arena, Prága Nézőszám: 16 411 Játékvezető: Bas Nijhuis (holland) |

| 2016. november 11. 20:45 (19:45 UTC±0) |

| Észak-Írország                                    | 4–0               | Azerbajdzsán |
| ------------------------------------------------- | ----------------- | ------------ |
| Lafferty 27' McAuley 40' McLaughlin 66' Brunt 83' | (2–0) Jegyzőkönyv |              |

| Windsor Park, Belfast Nézőszám: 18 404 Játékvezető: Clément Turpin (francia) |

| 2016. november 11. 20:45 (20:45 UTC+1) |

| San Marino | 0–8               | Németország                                                                    |
| ---------- | ----------------- | ------------------------------------------------------------------------------ |
|            | (0–3) Jegyzőkönyv | Khedira 7' Gnabry 9' 58' 76' Hector 32' 65' Stefanelli 82' (öngól) Volland 85' |

| Olimpiai Stadion, Serravalle Nézőszám: 3851 Játékvezető: Artyom Kuchin (kazak) |

| 2017. március 26. 18:00 (20:00 UTC+4) |

| Azerbajdzsán | 1–4               | Németország                           |
| ------------ | ----------------- | ------------------------------------- |
| Nazarov 31'  | (1–3) Jegyzőkönyv | Schürrle 19' 81' Müller 36' Gómez 45' |

| Tofik Bahramov Stadion, Baku Nézőszám: 30 000 Játékvezető: Daniele Orsato (olasz) |

| 2017. március 26. 18:00 (18:00 UTC+2) |

| San Marino | 0–6               | Csehország                                                              |
| ---------- | ----------------- | ----------------------------------------------------------------------- |
|            | (0–5) Jegyzőkönyv | Barák 17' 24' Darida 19' 77' (11-esből) Gebre Selassie 26' Krmenčik 43' |

| Olimpiai Stadion, Serravalle Nézőszám: 1023 Játékvezető: Kristo Tohver (észt) |

| 2017. március 26. 20:45 (19:45 UTC+1) |

| Észak-Írország         | 2–0               | Norvégia |
| ---------------------- | ----------------- | -------- |
| Ward 2' Washington 33' | (2–0) Jegyzőkönyv |          |

| Windsor Park, Belfast Nézőszám: 18 161 Játékvezető: Hüseyin Göçek (török) |

| 2017. június 10. 18:00 (20:00 UTC+4) |

| Azerbajdzsán | 0–1               | Észak-Írország |
| ------------ | ----------------- | -------------- |
|              | (0–0) Jegyzőkönyv | Dallas 90+2'   |

| Tofik Bahramov Stadion, Baku Nézőszám: 27 978 Játékvezető: Javier Estrada (spanyol) |

| 2017. június 10. 20:45 (20:45 UTC+2) |

| Németország                                                      | 7–0               | San Marino |
| ---------------------------------------------------------------- | ----------------- | ---------- |
| Draxler 11' Wagner 16' 29' 85' Younes 38' Mustafi 47' Brandt 72' | (4–0) Jegyzőkönyv |            |

| Stadion Nürnberg, Nürnberg Nézőszám: 32 467 Játékvezető: Radu Petrescu (román) |

| 2017. június 10. 20:45 (20:45 UTC+2) |

| Norvégia                 | 1–1               | Csehország         |
| ------------------------ | ----------------- | ------------------ |
| Søderlund 55' (11-esből) | (0–1) Jegyzőkönyv | Gebre Selassie 36' |

| Ullevaal Stadion, Oslo Nézőszám: 12 179 Játékvezető: Andre Marriner (angol) |

| 2017. szeptember 1. 20:45 (20:45 UTC+2) |

| Csehország | 1–2               | Németország           |
| ---------- | ----------------- | --------------------- |
| Darida 78' | (0–1) Jegyzőkönyv | Werner 4' Hummels 88' |

| Eden Arena, Prága Játékvezető: Szergej Karaszjov (orosz) |

| 2017. szeptember 1. 20:45 (20:45 UTC+2) |

| Norvégia                                | 2–0               | Azerbajdzsán |
| --------------------------------------- | ----------------- | ------------ |
| King 31' (11-esből) Sadygov 60' (öngól) | (1–0) Jegyzőkönyv |              |

| Ullevaal Stadion, Oslo Játékvezető: Daniel Stefański (lengyel) |

| 2017. szeptember 1. 20:45 (20:45 UTC+2) |

| San Marino | 0–3               | Észak-Írország                        |
| ---------- | ----------------- | ------------------------------------- |
|            | (0–0) Jegyzőkönyv | Magennis 70' 75' Davis 78' (11-esből) |

| Olimpiai Stadion, Serravalle Játékvezető: Enea Jorgji (albán) |

| 2017. szeptember 4. 18:00 (20:00 UTC+4) |

| Azerbajdzsán                                                    | 5–1               | San Marino  |
| --------------------------------------------------------------- | ----------------- | ----------- |
| Ismayilov 20' 57' Abdullayev 24' Cevoli 71' (öngól) Sadygov 81' | (2–0) Jegyzőkönyv | Palazzi 74' |

| Bakcell Arena, Baku Játékvezető: Nikola Dabanović (montenegrói) |

| 2017. szeptember 4. 20:45 (20:45 UTC+2) |

| Németország                                                | 6–0               | Norvégia |
| ---------------------------------------------------------- | ----------------- | -------- |
| Özil 10' Draxler 17' Werner 21' 40' Goretzka 50' Gómez 79' | (4–0) Jegyzőkönyv |          |

| Mercedes-Benz Arena, Stuttgart Játékvezető: Gediminas Mažeika (litván) |

| 2017. szeptember 4. 20:45 (19:45 UTC+1) |

| Észak-Írország      | 2–0               | Csehország |
| ------------------- | ----------------- | ---------- |
| Evans 28' Brunt 41' | (2–0) Jegyzőkönyv |            |

| Windsor Park, Belfast Játékvezető: Daniele Orsato (olasz) |

| 2017. október 5. 18:00 (20:00 UTC+4) |

| Azerbajdzsán             | 1–2               | Csehország          |
| ------------------------ | ----------------- | ------------------- |
| Ismayilov 55' (11-esből) | (0–1) Jegyzőkönyv | Kopic 35' Barák 66' |

| National Stadium, Baku Játékvezető: Benoît Millot (francia) |

| 2017. október 5. 20:45 (19:45 UTC+1) |

| Észak-Írország | 1–3               | Németország                    |
| -------------- | ----------------- | ------------------------------ |
| Magennis 90+3' | (0–2) Jegyzőkönyv | Rudy 2' Wagner 21' Kimmich 86' |

| Windsor Park, Belfast Játékvezető: Danny Makkelie (holland) |

| 2017. október 5. 20:45 (20:45 UTC+2) |

| San Marino | 0–8               | Norvégia                                                                           |
| ---------- | ----------------- | ---------------------------------------------------------------------------------- |
|            | (0–4) Jegyzőkönyv | Henriksen 8' King 14' (11-esből) 17' Elyounoussi 39' 48' 68' Selnæs 58' Linnes 86' |

| Olimpiai Stadion, Serravalle Játékvezető: Andrew Dallas (skót) |

| 2017. október 8. 20:45 (20:45 UTC+2) |

| Csehország                                     | 5–0               | San Marino |
| ---------------------------------------------- | ----------------- | ---------- |
| Krmenčík 8' 23' Kopic 27' Novák 71' Kadlec 83' | (3–0) Jegyzőkönyv |            |

| Doosan Arena, Plzeň Játékvezető: Alex Troleis (feröeri) |

| 2017. október 8. 20:45 (20:45 UTC+2) |

| Németország                                    | 5–1               | Azerbajdzsán  |
| ---------------------------------------------- | ----------------- | ------------- |
| Goretzka 8' 66' Wagner 54' Rüdiger 64' Can 81' | (1–1) Jegyzőkönyv | Sheydayev 34' |

| Fritz-Walter-Stadion, Kaiserslautern Játékvezető: Andris Treimanis (lett) |

| 2017. október 8. 20:45 (20:45 UTC+2) |

| Norvégia          | 1–0               | Észak-Írország |
| ----------------- | ----------------- | -------------- |
| Brunt 71' (öngól) | (0–0) Jegyzőkönyv |                |

| Ullevaal Stadion, Oslo Játékvezető: Serhiy Boyko (ukrán) |